# Aree protette della Repubblica Ceca

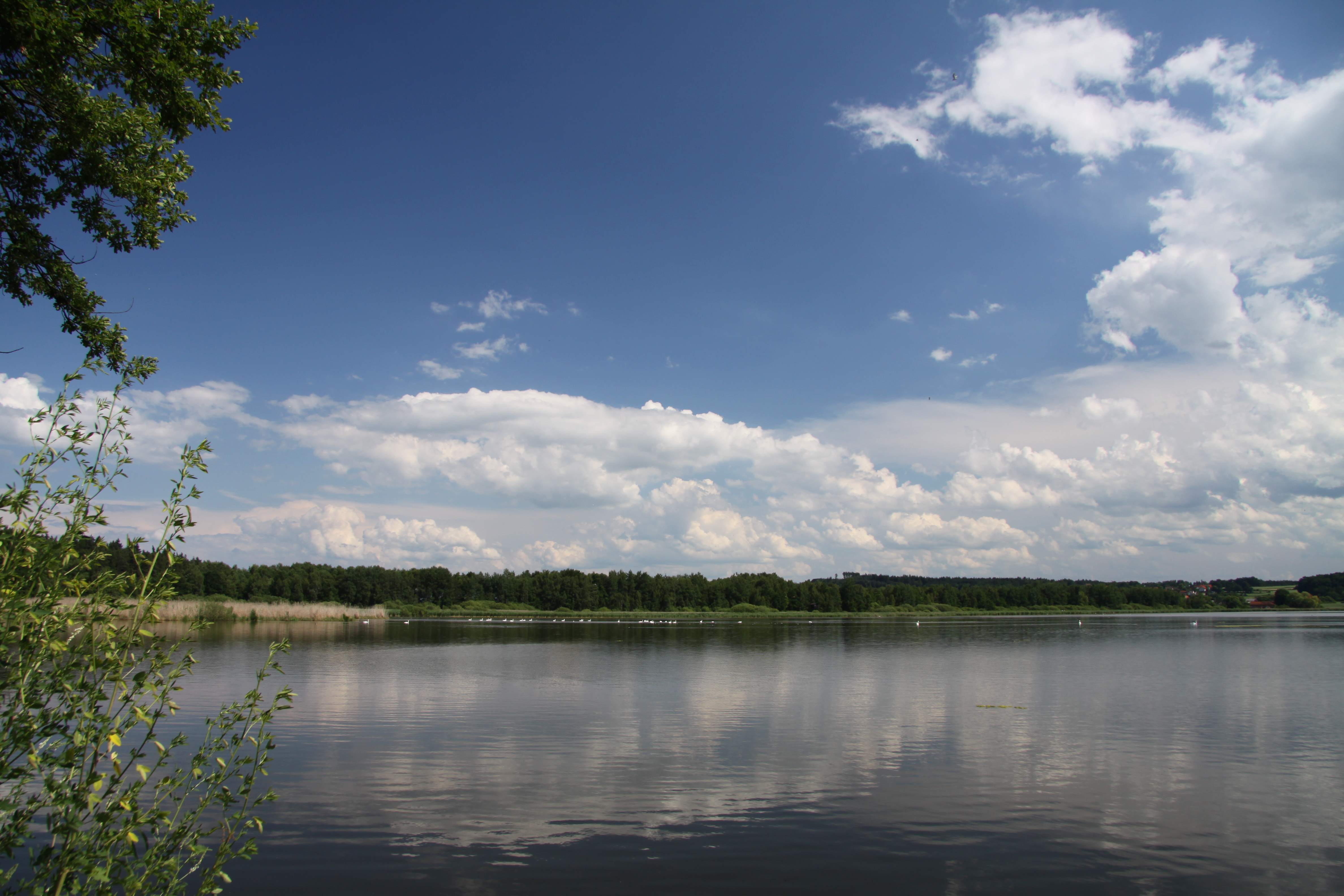
Riserva naturale nazionale di Řežabinec a Řežabinecké tůně

Esistono sei tipi di aree naturali protette della Repubblica Ceca.

## Aree protette speciali

### Parchi nazionali
Il parco nazionale (in Ceco: národní park, abbreviato NP)  è una vasta area di cui una parte considerevole è costituita da ecosistemi naturali o ecosistemi poco interessati da attività umane, in cui le caratteristiche abiotiche, la flora e la fauna hanno un'importanza scientifica e didattica unica a livello internazionale o nazionale. I parchi nazionali sono istituiti da entrambe le Camere del Parlamento ceco. Finora sono stati creati 4 parchi nazionali nella Repubblica Ceca.
| Foto                                                                    | Nome                                  | Nome originale                  | Anno di istituzione | Superficie km² | Area cuscinetto km² |
| ----------------------------------------------------------------------- | ------------------------------------- | ------------------------------- | ------------------- | -------------- | ------------------- |
|                                                                         | Parco nazionale dei Monti dei Giganti | Krkonošský národní park (KRNAP) | 1963                | 363,27         | 186,42              |
|                                                                         | Parco nazionale di Podyjí             | Národní park Podyjí             | 1991                | 63             | 29                  |
|                                                                         | Parco nazionale della Selva boema     | Národní park Šumava             | 1991                | 685,2          | 944,8               |
|                                                                         | Parco nazionale della Svizzera boema  | Národní park České Švýcarsko    | 2000                | 79             | n.d.                |
| * L'area cuscinetto del PN della Selva boema costituisce la CHKO Šumava |                                       |                                 |                     |                |                     |

### Aree di paesaggio protetto

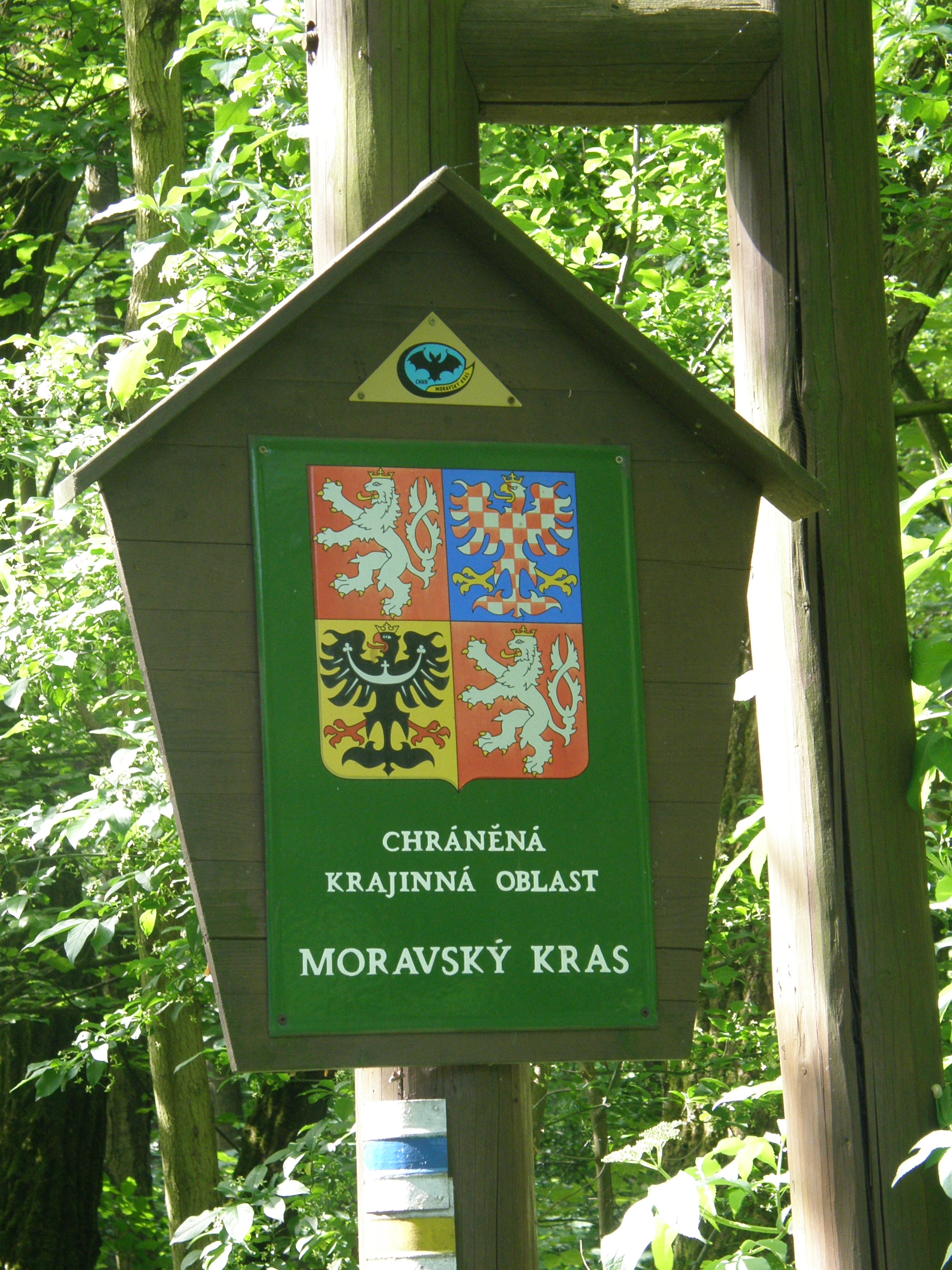
PLA del Carso moravo

L'area di paesaggio protetto (in ceco: chráněná krajinná oblast, abbreviato CHKO) è una vasta area di paesaggio armonico con un rilievo tipico, con una quota considerevole di foresta naturale e di ecosistemi erbosi permanenti e in cui può possono essere conservati anche monumenti di insediamento umano (ad esempio rifugi, ecc.) Le CHKO vengono istituite dal governo ceco. Finora sono state create 25 aree di paesaggio protetto.
| Nome originale      | Traduzione                       | Anno di istituzione | Superficie Km² |
| ------------------- | -------------------------------- | ------------------- | -------------- |
| Český ráj           | Paradiso Boemo                   | 1955                | 181,52         |
| Moravský kras       | Carso moravo                     | 1956                | 92             |
| Šumava              | Selva Boema                      | 1963                | 944,8          |
| Jizerské hory       | Monti Iser                       | 1967                | 350            |
| Jeseníky            | Monti dei frassini               | 1969                | 740            |
| Orlické hory        | Monti delle aquile               | 1969                | 200            |
| Žďárské vrchy       | Altipiano di Žďár                | 1970                | 715            |
| Český kras          | Carso boemo                      | 1972                | 132            |
| Labské pískovce     | Elbsandsteingebirge              | 1972                | 245            |
| Beskydy             | Monti Beschidi                   | 1973                | 1.196,96       |
| Slavkovský les      | Foresta di Slavkov               | 1974                | 640            |
| České středohoří    | Monti della boemia centrale      | 1976                | 1.070          |
| Kokořínsko          | Area di Kokořín                  | 1976                | 270            |
| Lužické hory        | Monti lusaziani                  | 1976                | 350            |
| Pálava              | Altopiano di Pavlov              | 1976                | 70             |
| Křivoklátsko        | Area di Křivoklát                | 1978                | 630            |
| Třeboňsko           | Area di Třeboň                   | 1979                | 700            |
| Bílé Karpaty        | Carpazi Bianchi                  | 1980                | 71,5           |
| Blaník              | Monte Blaník                     | 1981                | 40             |
| Blanský les         | Foresta di Plánský               | 1989                | 212,35         |
| Litovelské Pomoraví | Bacino del Litovel moravo        | 1990                | 96             |
| Broumovsko          | Area di Broumov                  | 1991                | 410            |
| Poodří              | Bacino dell'Oder                 | 1991                | 81,5           |
| Železné hory        | Montagne di ferro                | 1991                | 380            |
| Český les           | Foresta boema                    | 2005                | 470            |
| Novohradské hory    | Monti Nové Hrady                 | proposta            | 219            |
| Střední Poohří      | Bacino dell'Ohře (Eger) centrale | proposta            | 240            |
| Máchův kraj         | Regione di Mácha                 | proposta            | n.d.           |
| Brdy                | Brdy                             | proposta            | n.d.           |

### Riserva naturale nazionale
La riserva naturale nazionale (in ceco: národní přírodní rezervace, abbreviato NPR) è una zona più piccola di valore naturale eccezionale, in cui un particolare rilievo di una certa composizione geologica si combina con ecosistemi importanti a livello internazionale o nazionale. Essi sono stabiliti dal Ministero ceco dell'ambiente.

### Riserva naturale
La riserva naturale (ceco: přírodní rezervace, abbreviato PR) è una zona più piccola con le caratteristiche naturali concentrati e gli ecosistemi tipici per una determinata regione geografica. Essi sono stabiliti dal Governo appropriata regionale (Czech: krajský úřad) o gestione di una zona di parco nazionale o paesaggio protetto.

### Monumento naturale nazionale
Il monumento naturale nazionale (Czech: národní přírodní památka, abbreviato NPP) è una formazione naturale di un'area più piccola, formazione solitamente geologica o geomorfologico, minerale o collezione di fossili località o un habitat di piante in via di estinzione o animali in alcune parti degli ecosistemi con una ambientale locale, importanza scientifica o estetica. Essi sono stabiliti dal Ministero ceco dell'ambiente.

### Monumento naturale

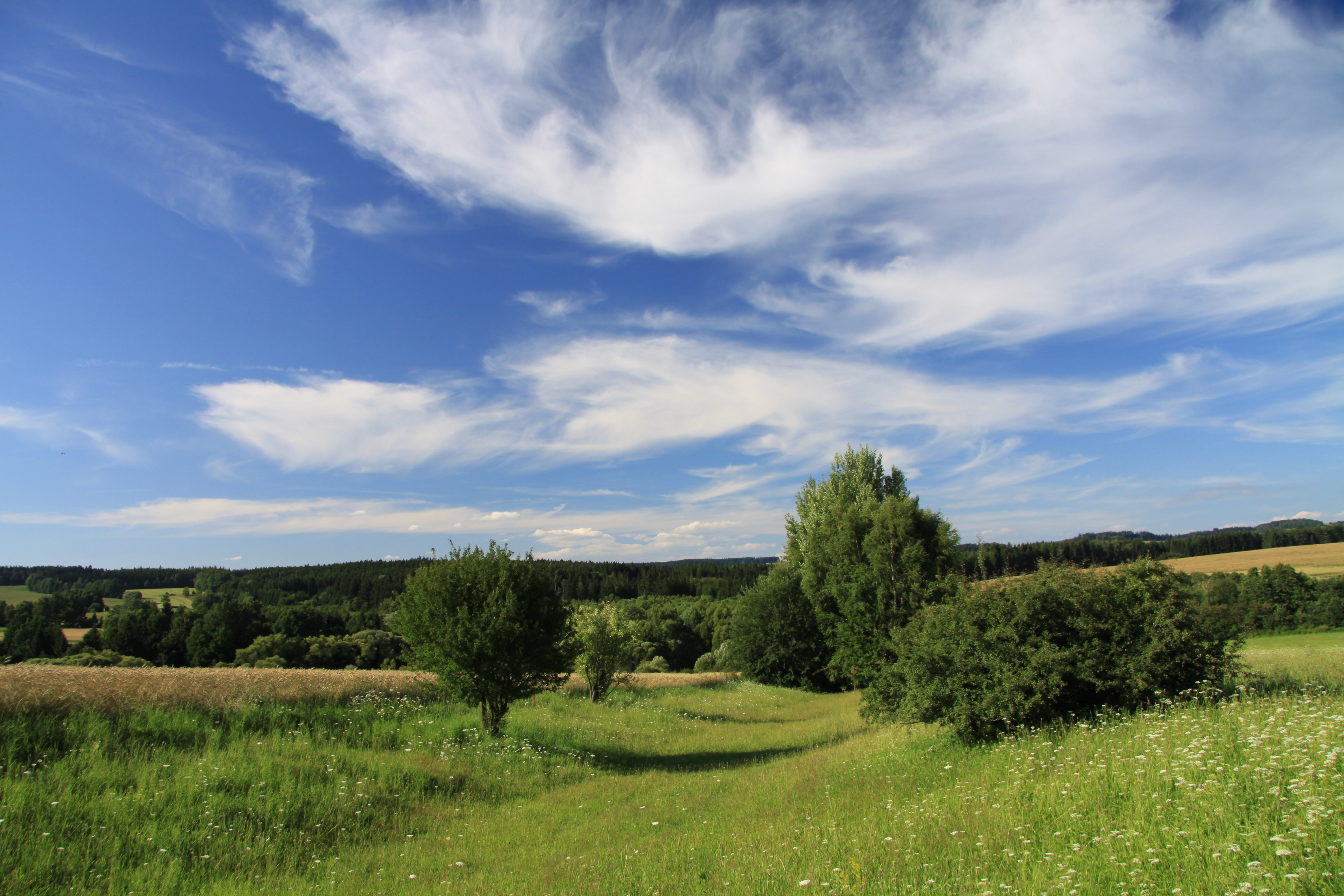
Monumento naturale di Hroby (distretto di Tábor)

Il monumento naturale (in ceco: Přírodní památka, abbreviato PP) è una formazione naturale di un'area più piccola, formazione solitamente geologica o geomorfologico, minerale o collezione di fossili località o un habitat di piante in via di estinzione o animali in alcune parti degli ecosistemi con un internazionale o nazionale ambientale , importanza scientifica o estetica. Essi sono stabiliti dal Governo appropriata regionale (in ceco: krajský úřad) o gestione di una zona di Parco Nazionale o Paesaggio Protetto.

## Altre parti protette del paesaggio

### Parco naturale

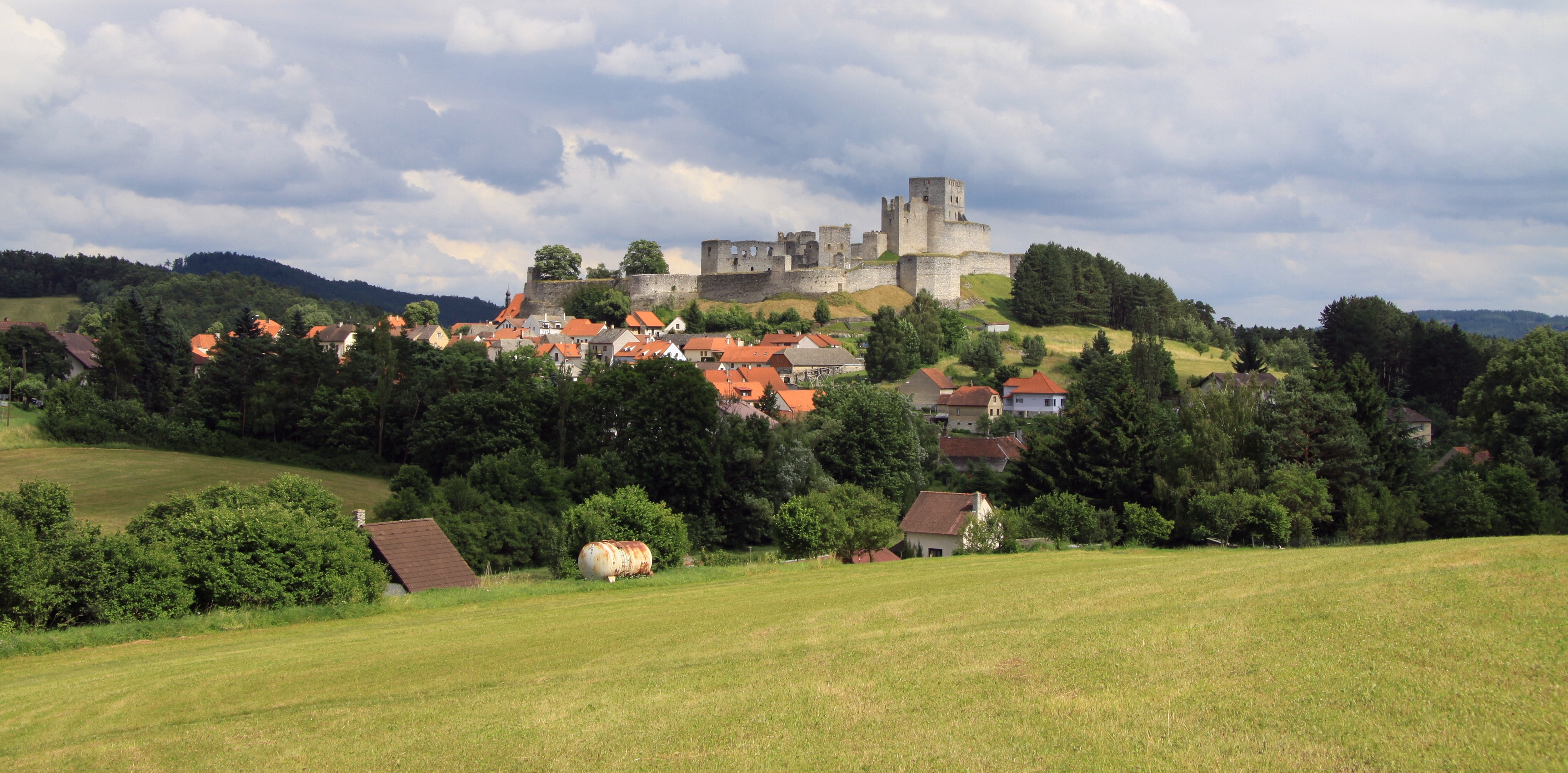
Parco naturale di Buděticko con il castello di Rabí

Il parco naturale (ceco: přírodní park) è di solito una grande area al servizio della tutela di un paesaggio contro le attività che potrebbero diminuire il suo valore naturale ed estetico. Possono essere stabiliti da qualsiasi organismo statale per la protezione dell'ambiente.

### Albero memorabile, gruppi di alberi o viali
La dichiarazione di albero memorabile, gruppi di alberi o viali (in ceco: památný strom, skupina stromů nebo stromořadí) può essere stabilita da qualsiasi organismo statale per la protezione dell'ambiente.

### Elemento significativo del paesaggio
L'elemento significativo del paesaggio (in ceco: Významný krajinný prvek) è di solito una caratteristica naturale, culturale o storica tipica di una determinata località o regione. Possono essere stabiliti da qualsiasi organismo statale per la protezione dell'ambiente.

### Specie di flora e fauna specialmente protetta
Le specie di flora e fauna specialmente protetta (in ceco: Zvláště chráněné druhy rostlin a živočichů) sono quelle specie o sottospecie di piante ed animali molto rari, in genere in via di estinzione, di importanza scientifica o culturale. Essi sono elencati in una regolamento emanato dal Ministero ceco dell'Ambiente. A partire dal 2003, sono state elencate 477 specie di piante, 27 specie di funghi e 191 animali.